# Лесной институт (Российская империя)
Императорский лесной институт — высшее учебное заведение Российской империи, созданное на базе Практического лесного училища. В результате преобразований его правопреемником является Санкт-Петербургский государственный лесотехнический университет.

## Наименования
Официальные названия и формы учебного заведения несколько раз менялись:
- 1803—1811 — Практическое лесное училище ➤
- 1811—1813 — Санкт-Петербургский Форст-институт ➤
- 1813—1837 — Санкт-Петербургский практический лесной институт ➤
- 1837—1863 — Санкт-Петербургский лесной и межевой институт ➤
- 1863—1865 — Санкт-Петербургская лесная академия ➤
- 1863—1877 —  Санкт-Петербургский земледельческий институт ➤
- 1877—1903 — Санкт-Петербургский лесной институт ➤
- 1903—1917 — Императорский лесной институт (Петроградский — после 1914) ➤
- На данный момент — Санкт-Петербургский государственный лесотехнический университет.

## История
В Российской империи, по примеру германских практических школ, была открыта в 1803 году в Царском Селе первая Лесная школа, а в 1805 году было учреждено лесное училище в городе Козельск Калужской губернии. В 1808 году графом В. Г. Орловым на Елагином острове в Санкт-Петербурге был устроен частный Лесной институт.

### Практическое лесное училище (1803—1811)
Первое лесное учебное заведение Российской империи было основано в Царском Селе по примеру германских практических школ: указом императора Александра I от 19 мая 1803 года было утверждено Положение об учреждении Практического лесного училища.
Занятия начались в октябре 1803 года; согласно §7 Положения об училище в него принимались «отчасти из вольноопределяющихся, а отчасти из гимназистов и студентов Императорского Московского университета по собственному на то их соглашению, но все они должны быть не моложе 18 лет, дабы по выпуске из училища могли вступать прямо в должности по лесному управлению». На содержание 20 учеников выделялось по 150 рублей в год; «жалованье директору, он же и наставник 2000 р.» В штат входили также (кроме обслуги) лесной землемер, рисовальщик и переводчик.
Директором до перевода училища в Санкт-Петербург до 15 января 1811 года был курляндский дворянин Фёдор фон Штейн.
Выделенный для практических занятий царскосельский зверинец оказался болотистым, так что на занятия учащихся отправляли в Лисинский лес.
Состоялось два выпуска: в 1807 году — 8 выпускников; в 1810 году — 11 выпускников; из них только один, Густав Гарф, был выпущен со званием учёного форстмейстера с чином губернского секретаря (остальные выпущены землемерами).

### Санкт-Петербургский Форст-институт (1811—1813)

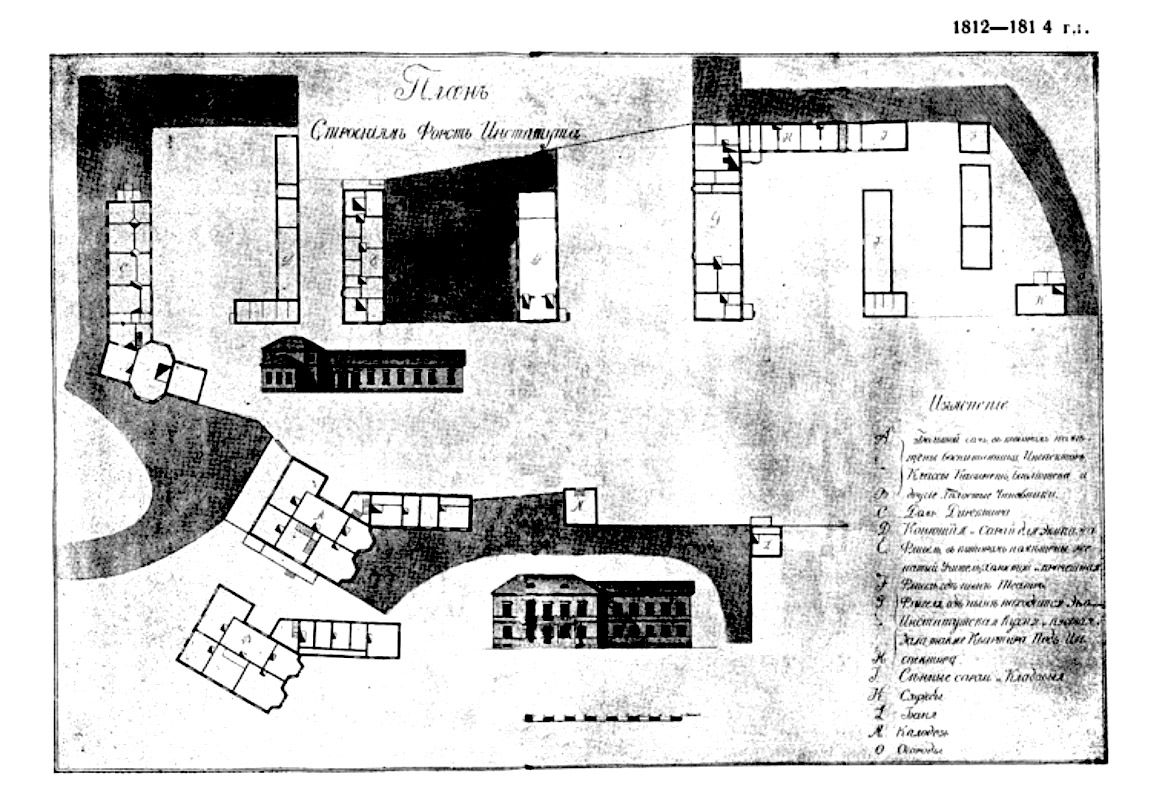
План строений Форст-института (1812-1814).

В 1811 году Практическое лесное училище было переведено из Царского Села в пригород Санкт-Петербурга (1811) на территорию, где до этого размещалась Английская ферма и объединено с существовавшим 3 года на Елагинском острове лесным институтом графа В. Г. Орлова; новое учебное заведение получило название: Форст-институт. Территория, на которой был размещён Лесной институт, вскоре получила название «Лесное».
От Английской фермы Лесному институту достались 26 строений в ветхом состоянии. После ремонта и приспособления в них институт оставался до 1821 года. Бывший главный корпус фермы, построенный архитектором А. Н. Воронихиным, — двухэтажный, деревянный, на каменном фундаменте и оштукатуренный внутри имел 2 подъезда, балкон на 10 деревянных колоннах с перилами и навесом из металлической решётки. На нижнем этаже было 7 комнат, проходная комната, парадная лестница, коридор с 4 людскими покоями, изразцовые печи, 2 камина, подвальный погреб. В этом здании расположились учебные классы, кабинеты для преподавателей, библиотека, жилье для воспитанников (до 30 человек). Бывшая молочная ферма была переделана в дом для директора, некоторые конюшни — в жильё для служащих. В остальных постройках разместились: конюшня, сарай для экипажей, сараи для сена, кладовые, служба, баня. Около и между строениями помещались огороды.

### Санкт-Петербургский практический лесной институт (1813—1837)
В 1813 году к Форст-институту было присоединено переведённое из Козельска Лесное училище, действовавшее там с 1805 года, и учебное заведение было переименовано в Санкт-Петербургский практический лесной институт. В программу входили православное богословие, физика, метеорология, климатология, химия, минералогия, почвознание, ботаника, зоология, статистика, политическая экономия, общее законоведение, полицейские, лесные и межевые законы, лесоводство, лесная таксация, лесоустройство, лесная технология, лесное инженерное искусство, геодезия, черчение планов, математика, немецкий язык.
Срок обучения составлял 4 года. Теоретические занятия сочетались с практической подготовкой. Для практической подготовки выпускников была введена дополнительно 1—2-летняя стажировка (1829), стажировка в Лисинском лесничестве (1834). В 1829 году курс обучения был увеличен с 4 до 6 лет и в него стали принимать детей от 10 до 14 лет.
Увеличение числа обучающихся в связи с присоединением Козельского форст-института привело к нехватке учебных площадей. Главный корпус в это время был занят только классами и кабинетами. Флигели были переделаны под общежитие для воспитанников и квартиры преподавателей. Сенной сарай превращен в столовую с пристройкой кухни. Для разрастающегося учебного заведения приспособления старых построек Английской фермы было недостаточно. Начались поиски подходящих помещений. Министр финансов Гурьев просил перевести Лесной институт в Чесменский дворец, но получил отказ. Институт оставался в ветхих строениях. Только в 1823 году было начато финансирование реконструкции зданий училища.

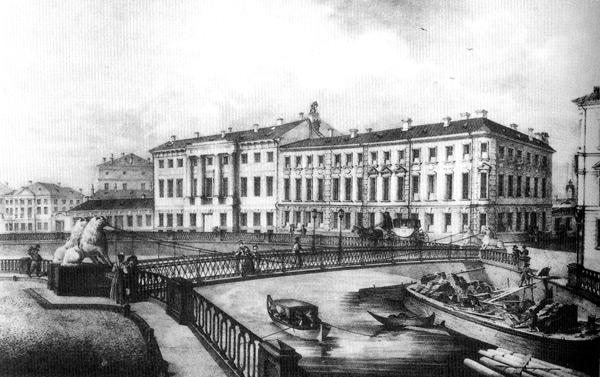
Дом на Екатерининском канале в Санкт-Петербурге, где размещался Санкт-Петербургский практический лесной институт (1823—1827).

В сентябре 1823 года институт по распоряжению министра финансов был временно размещён в казённом доме на Екатерининском канале в Санкт-Петербурге (дом Алфузова, № 101). Территория «Английской фермы» до переустройства зданий (1827) служила только для летних практических занятий студентов института.
В 1825 году императором Николаем I был утверждён проект министра финансов Е. Ф. Канкрина о перспективе развития территории института. Проект определил здесь места для строений, огородов и Английского парка. «Загородная дача» (так называли земли Лесного института) предназначалась для жительства воспитанников и практических занятий по геодезии в летнее время. По плану земли института постепенно должны были превращаться в парк. План был утверждён императором Николаем I. По проекту Канкрина в центре (на месте построек Английской фермы) планировалось устроить усадьбу института в форме эллипса с перспективным видом на фасад только что возведённого главного кирпичного корпуса. Вокруг усадьбы намечалось разбить парк. Вода из дренажных каналов собиралась в Большой пруд, который был главным бассейном для сбора воды. Через лес намечалось проложить дороги. Южная часть отводилась под сенокосы и намечалась к дальнейшему осушению.
Первый каменный (кирпичный) 2-этажный с мезонином корпус для классов, столовой и дортуаров был построен (1826) по проекту и под руководством архитектора А. Д. Неллингера. По оси здания проходил коридор, а по обе его стороны находились учебные классы. Выходы из здания располагались по краям и были обращены на север. Во внутреннем дворе находился сад. Часть второго этажа и третий этаж были заняты общими спальнями для учащихся. В остальных помещениях находились классы и столовая.
Архитекторами А. Д. Неллингером и И. Ф. Лукини были построены четыре отдельных академических корпуса института (1826—1831). Были возведены два кирпичных двухэтажных здания — ныне западный и восточный крылья южного фасада. Напротив них, севернее, - два деревянных двухэтажных флигеля, расположенных на месте крыльев и ворот северного фасада. Восточный кирпичный флигель начальника института был определён под квартиры: на 1-м этаже — начальника института и учителя, на 2-м — инспектора и двух учителей. В западном флигеле разместилась казарма для служащих, кухня, пекарня, прачечная и квартира эконома — на 1-м этаже, госпиталь, аптека, комнаты подлекаря, кастелянш, гувернеров и квартира учителя — на 2-м. При этом использовался и старый главный дом Английской фермы, бывшая молочная — дом директора и часть других старых построек. Придворным садовником Джозефом Бушем был разбит большой парк. Главный корпус был расширен за счёт новых флигелей (1829).
Положением, Высочайше утверждённым 10 июня 1829 года, состав учащихся был увеличен до 78 человек (позже — до 108), разрешён приём своекоштных воспитанников и срок обучения увеличен до шести лет.
В мае 1830 Лесной институт окончательно разместился на месте бывшей Английской фермы. Вместе с развитием Лесного института приводились в порядок и принадлежавшие ему земли. Однако уже тогда стало ясно, что территория (288 га) слишком велика для института, нуждающегося в средствах. В связи с чем был утверждён проект (1831), по которому нижняя часть земель института, разбитая на участки, предназначалась к продаже частным лицам. Территория к этому времени была осушена, устроена система каналов. Было продано 29 участков (1832). Проданные участки были включены в черту города (1833). Был построен пятый одноэтажный кирпичный флигель под общежитие воспитанников (1833). В 1833 установлены башенные часы. Проложенные улицы Лесного (1833-1835), сохранились до наших дней. Был вырыт круглый пруд (1834), обсаженный деревьями дуба и Серебряный пруд (1856). Для учебных целей использовалась центральная часть усадьбы.
В 1832 году к Лесному институту была присоединена школа межевщиков, недостаток которых тормозил дело приведения в известность казённых земель.
Были выстроены и служебные постройки для школы межевщиков (сараи, конюшни, ледники, дворницкая), также было построено деревянное здание школы межевщиков (1831—1832): центральная (одноэтажная с мезонином) и боковые части большого офицерского флигеля располагались на линии параллельно главному корпусу северного фасада. Севернее этих флигелей находились службы и квартиры чиновников, флигель с квартирами учителей и погреб. В марте 1834 года появилось ещё одно здание для школы межевщиков — деревянный корпус инструментального заведения школы, затем занятый мастерскими института, каменная кузница и слесарня.
В связи с тем что леса, окружавшие Лесной институт в местности, получившую название «Лесного», в то время уже были недостаточны для практического ознакомления студентов с приёмами лесного хозяйства, в 1834 году, специально для практических занятии воспитанников института, было учреждено в 50 верстах к югу от Петербурга Лисинское учебное лесничество.
В 1836-1837 годах была осуществлена перестройка зданий под руководством архитектора К. А. Тона; в 1838—1840 годах четыре отдельных корпуса были перестроены, объединены в один, ставший главным корпусом. Здесь разместились квартиры преподавателей Лесного института.

### Санкт-Петербургский лесной и межевой институт (1837—1862)
В 1837 году Санкт-Петербургский практический лесной институт и межевые роты гражданских топографов были объединены в единый Санкт-Петербургский лесной и межевой институт, организованный по образцу военных кадетских корпусов. Воспитанники института стали называться кадетами.
Согласно Положению Лесной и межевой институт должен был готовить чиновников для лесной службы и топографов для размежевания и оценки казённых земель. 
В соответствии с этим в составе института были созданы три отделения: лесное, межевое и офицерское. Кроме того, была организована «образцовая рота лесной стражи», готовившая стрелков и объездчиков в помощь лесничим по надзору за лесами. Лесное отделение образовало одну роту, межевое — три роты; в каждой роте полагалось по 120 воспитанников; оба отделения составляли учебный батальон. Правила приёма, и срок обучения оставались прежние. По окончании теоретического курса воспитанников лесного отделения в звании «кондукторов» направляли на обязательную годичную практику в специально организованное Лисинское учебное лесничество.
По совокупности познаний, обнаруженных при теоретическом обучении, и успехов в годичной практике оканчивающие институт разделялись на три разряда. Отнесённые к первому, высшему разряду, зачислялись в офицерское отделение, открытое в 1840 году и имевшее целью подготовить наиболее способных воспитанников лесной роты к замещению должностей профессоров и преподавателей по лесным наукам в самом институте и учёных лесничих на высшие должности в лесном ведомстве. Срок обучения на офицерском отделении был установлен один год. В офицерском отделении изучали энциклопедию лесных и камеральных наук, государственное лесное хозяйство, статистику, лесоуправление, лесную химию и другие предметы.
В Лесном и межевом институте числилось 32 офицера: 1 генерал (директор), 2 полковника (инспектор классов и батальонный командир), 3 капитана, 2 штабс-капитана, 5 поручиков, 5 подпоручиков, 14 прапорщиков (1839); также 56 нижних чинов и 5 чиновников.
В 1847 году было утверждено новое Положение института, внёсшее изменения в его организацию. Это преобразование перевело институт в категорию высших учебных заведений Российской империи. Упразднялись младшие общеобразовательные классы и «образцовая рота лесной стражи», срок обучения был определён в три года вместо шести лет. В связи с этим повысились требования к поступающим, от которых требовались знания не ниже четырёх классов гимназии, а возраст устанавливался от 15 до 18 лет. Все воспитанники составляли батальон, разделённый на две роты: лесную и инженерную, в каждой из которых было по три кадетских класса и одному офицерскому. Число воспитанников в каждой роте было определено: казённых — 60, пансионеров — 40. Окончившие кадетское отделение получали звание лесного кондуктора и после годовой практики в Лисинском учебном лесничестве производились в прапорщики; лучшие из них получали право поступать в офицерский класс, а остальные назначались лесничими. Окончившие инженерную роту со званием инженер-практикантов, в течение полутора лет проходили практику по съёмке земель, черчению и строительным работам и производились в коллежские регистраторы; лучшие также могли поступить в офицерский класс, а остальные назначались топографами в межевой корпус или гражданскими инженерами и их помощниками. Окончившие офицерские классы производились в подпоручики или губернские секретари.
В 1858 году Положение института вновь подверглось существенному пересмотру. Практические занятия в Лисинском учебном лесничестве были значительно расширены. Окончившие лесное отделение после годичной практики в Лисине в течение двух лет должны были получать практический стаж на разных работах в лесном ведомстве и только после этого назначались к замещению штатных должностей. Годичный курс в офицерском отделении был увеличен до двух лет, причем для зачисления в это отделение необходимо было иметь не менее года действительной службы в лесном ведомстве и сдать вступительные экзамены по специальным предметам. Новое Положение имело целью усилить практическую подготовку будущих лесничих и поднять уровень теоретического обучения офицеров. Численность преподавательского состава на лесном отделении была невелика и в последние годы составляла около 30 человек. В 1860 году было закрыто инженерно-топографическое отделение.
Последний выпуск Лесного и межевого института состоялся в 1864 году. За 27 лет существования им было выпущено по лесной специальности 854 человека, в среднем более 30 в год, а в последнее пятилетие около 50 в год.
2 августа 1867 года был издан проект временных правил о преобразовании из военного в гражданское устройство Корпусов: Путей сообщения, Лесного и Межевого. Согласно положениям проекта военные чины корпуса в период 1867—1869 гг. получили гражданские чины, по нормам действовавшей Табели о рангах.

### Санкт-Петербургская лесная академия (1863—1865)
Лесной и межевой институт, не могли удовлетворять потребность развивающегося лесного хозяйства Российской империи в кадрах высококвалифицированных специалистов. В связи с этим в 1858 году по почину Н. В. Шелгунова при институте и в учебном лесничестве были организованы специальные курсы лесоводства, на которые принимались лица с законченным университетским образованием. Общий срок обучения на курсах составлял 17 месяцев: на теоретический курс отводилось 7 месяцев, на практическое обучение в Лисинском учебном лесничестве — 10.
Осенью 1863 была открыта в Лесная академия, объединившая бывший институт и специальные курсы. Академия должна была стать единственным в России высшим учебным заведением по лесной части. Заведующим академией был назначен генерал-майор  Корпуса лесничих И. Г. Войнюков. Срок обучения в академии был определён в 2 года. В Лесной академии началось преподавание химии (А. П. Бородин) и лесной технологии (Н. Е. Попов).
Академия просуществовала недолго (в октябре 1865 произошло её слияние с Петровской лесной и земледельческой академией), осуществив единственный выпуск в 1865 году. Одним из поводов закрытия академии явилось основание в Москве Петровской академии, в которой было устроено, кроме сельскохозяйственного, и лесное отделение.

### Санкт-Петербургский земледельческий институт (1863—1877)
В зданиях Лесного института разместился с 1863 года земледельческий институт, в котором продолжалось преподавание и специальных лесных предметов.
Важное значение для института приобрела химическая лаборатория, созданная профессором А. Н. Энгельгардтом, в которой одновременно могли заниматься 50—100 практикантов, ставшая одной из лучших в Европе.
Надежды, возлагавшиеся на Московскую Петровскую академию в деле подготовки лесных техников, не оправдались, и в 1877 году земледельческий институт был снова преобразован в Лесной. В 1879 году был прекращён приём на лесное отделение Петровской академии, расположенной в Москве.
На рубеже 1860-1870-х годов произошли значительные изменения в учебном процессе института и составе преподавателей. Были арестованы А. Н. Энгельгардт, его помощники и студенты, закрыта химическая лаборатория; сменилось руководство института (директором вместо Е. А. Петерсона назначили Н. В. Синявского). А. Н. Энгельгардт был сослан в свое имение в Смоленской губернии, некоторым студентам запретили проживать в обеих столицах. П. А. Костычев и П. А. Лачинов были арестованы по ложному доносу, уволены из института, но затем восстановлены.
Директор института Н. В. Синявский через 3 года (1874) был заменён Ф. А. Постельсом, который, как и предыдущий директор, не являясь специалистом, ничем себя не проявил.
К 1896 году из небольшой группы когда-то арестованных и заключенных под стражу студентов большинство стало обладатели значимых должностей: В. И. Ковалевский — товарищ министра финансов, Н. П. Червинский – профессор Петровской академии, П. П. Червинский – статистик Министерства путей сообщения, М. Г. Кучеров – профессор химии в Лесном институте. Достичь высокого служебного положения всем им помогла химическая лаборатория А. Н. Энгельгардта, которая дала им не только знания, но и привычку к упорному и последовательному труду.
Физику и метеорологию в институте читал известный русский физик-электротехник Д. А. Лачинов (1869—1877). Кафедру лесной таксации и лесной технологии занимал Н. М. Зобов (1869—1873); Н. Н. Соколов — профессор химии; П. А. Лачинов и Б. С. Майкопара – помощники профессора; П. А. Костычев, М. Г. Кучеров – лаборанты химической лаборатории. Д. Н. Кайгородов начал чтение лекций по лесной технологии (1875).
Санкт-Петербургский лесной институт был реорганизован из Санкт-Петербургского земледельческого института 5 ноября 1877 году, при этом было закрыто агрономическое отделение. Из учебной программы исключили сельскохозяйственные дисциплины, которые были переведены в Петровскую академию.

### Санкт-Петербургский лесной институт (1878—1902)
Первый приём в преобразованный Санкт-Петербургский лесной институт состоялся в 1878 году. К зачислению допускались лица с законченным средним образованием. Вначале прием производился по конкурсным экзаменам, с 1898 года — по конкурсу аттестатов. Сыновья лесных чинов принимались вне конкурса.
В институте был установлен четырёхлетний срок обучения. Окончившие институт получали звание ученого лесовода I или II разряда. Первый разряд присваивался тем, кто успешно окончил курс и в течение года представил специальную работу, аналогичную нынешним дипломным работам. Положением количество студентов было определено в 250 человек (на I курсе — 100, на II — 60, на III — 50, на IV — 40). Фактический контингент студентов в первые годы был меньше, затем возрос и уже в 1890-х годах достигал 300—350 человек, а в 1900-х — 500. В главном здании института имелось общежитие для 150 студентов.
К концу рассматриваемого периода контингент студентов Лесного института характеризовался следующими данными. На 1 января 1902 года в институте было 522 слушателя, в том числе на I курсе — 191, на II — 122, на III — 102 и на IV — 107 человек. По социальному происхождению (в %):
43,5% штаб- и обер-офицерских детей; 
19,1% мещан; 
13,6% из дворян; 
10,3% крестьян и солдатских детей; 
6,9% почётных граждан; 
4% купеческого сословия; 
1,8% иностранцев; 
0,8% сыновей духовных лиц.
Учебным планом института предусматривались 18—20 часов лекций в неделю, летняя практика по ботанике для первого курса; по зоологии и геодезии — для второго курса; лесоводству, таксации и геодезии — для третьего курса и по лесоустройству и лесной технологии — для четвёртого курса.
На первом курсе преподавались математика, ботаника, физика, химия, зоология, богословие. На втором курсе продолжалось изучение ботаники, химии и зоологии, кроме того, занятия дополнялись чтением минералогии, метеорологии, геодезии и общему законоведению. На третьем и четвёртом курсах преобладали специальные предметы: почвоведение, дендрология, лесоводство, лесоустройство, лесная таксация, оценка лесов, лесная технология, лесное инженерное искусство. На третьем курсе читались ещё полицейское право и политическая экономия. Лесные законы изучались на последнем курсе. На всех курсах преподавался немецкий язык.
Летние учебные занятия по лесохозяйственным дисциплинам проводились в Лисинском лесничестве. Для улучшения учебного процесса институт в течение многих лет добивался получить в свое ведение отдельную учебную лесную дачу. Ходатайство института, наконец, было удовлетворено, и в 1902 году ему была передана Охтинская казённая лесная дача площадью около 1 тыс. га.

### Императорский лесной институт (1903—1917)

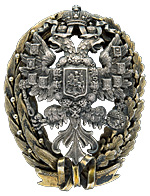
Знак окончившего Императорский лесной институт.

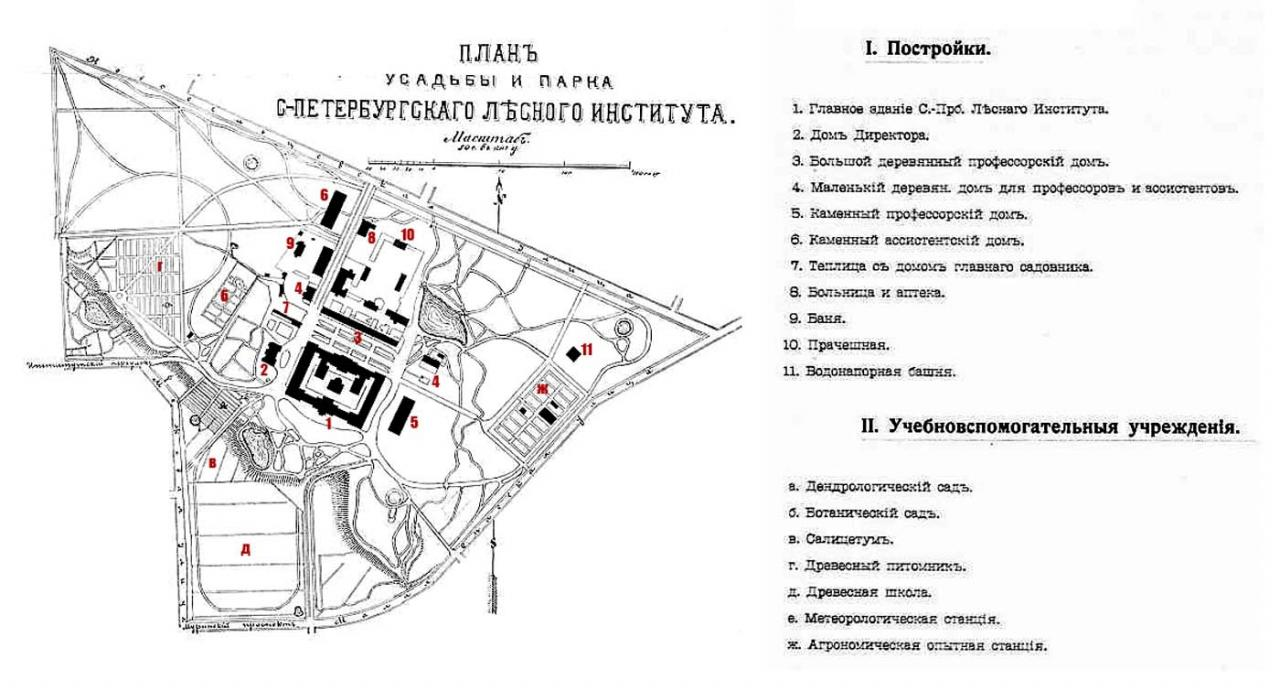
План Лесного института (1903).

В 1903 году институту было присвоено звание Императорский в честь 100-летия его образования. В 1914 году в связи с переименованием столицы Российской империи название изменилось на Петроградский лесной институт.
Было введено новое Положение об институте (1902). Учебный план института, рассчитанный на 4 года, был расширен за счёт новых дисциплин. Был сделан упор на лесоводство путем разделения его на общее (лесоведение и вопросы, связанные с естественным лесовозобновлением и уходом за лесом) и частное (вопросы искусственного возобновления и разведения леса); расширился цикл инженерных наук вследствие включения прикладной механики и строительного искусства, введен отдельный предмет лесоуправления; добавлены основы сельского хозяйства, плодоводство и огородничество. Совету института предоставлялось право оставлять при институте ученых лесоводов 1-го разряда для подготовки их к научно-учебной деятельности по специальным лесным предметам. Эти лица зачислялись стипендиатами высшего оклада (аспирантами) на срок не более двух лет. Для поощрения студентов к научным занятиям совет института ежегодно предлагал темы и за лучшие сочинения назначал золотые или серебряные медали.
В 1900-х годах по проекту А. И. Дитриха к главному корпусу были пристроены два дворовых флигеля. В 1903 году в помещении Императорского лесного института были произведены большие работы по внутреннему ремонту и расширению аудиторий. Сооружены четыре больших каменных здания, предназначенных для общежития студентов и квартир профессоров института. Во внутреннем дворе главного корпуса был уничтожен сад с большим количеством редких пород (1907). Луг был превращён в древесную школу. Организован дендрологический сад. Рядом с директорским домом устроен Ботанический сад. В 1910 открыта Лесная опытная станция, рядом заложена опытная площадка.
Студенческие беспорядки (1905—1907) серьёзно отразились на учебной жизни института. В течение всего 1905 года и до 1 сентября 1906 года учебные занятия в институте не проводились. Вследствие революционных выступлений студенчества распоряжением министерства институт был закрыт на весь учебный год. Общежития в учебном здании были также закрыты.
В 1906/07 учебном году в институте вместо курсовой была введена предметная система преподавания, недостатки которой обнаружились вскоре после её введения. Резко сократилась посещаемость лекций, невозможно стало регулировать нагрузку учебно-вспомогательных учреждений и лабораторий, накопилась академическая задолженность, снизилось качество обучения. С учётом этого с 1908/09 учебного года институт постепенно стал возвращаться к курсовой системе преподавания, которая к 1912/13 учебному году полностью была восстановлена на всех четырёх курсах.
Эти перемены вызывали недовольство студентов, требующих улучшения преподавания и материального состояния, а также открытия лесотехнического и лесоинженерного отделений. В ответ против студенчества были приняты строгие меры: в течение всего первого семестра 1908/09 учебного года институт был закрыт, и более 100 студентов было исключено из института. Большая часть исключенных была вновь зачислена лишь в следующем учебном году. Волнения среди студентов продолжались и в 1911 году.
Численность студентов института постоянно росла. До 1908/09 учебного года в институт ежегодно поступало 100—150 человек, а в последующие годы прием составлял 225—250 человек. Такой рост был вызван недостатком в специалистах с высшим лесным образованием. Несмотря на значительный отсев, число студентов в институте возросло с 522 (1902) до 628 (1912) и до 765 (1915). Ежегодный выпуск в среднем составлял около 80 человек. С целью ускорения подготовки специалистов в Лесном институте проводились (1912—1914) 3-месячные дополнительные курсы для лесничих. Организатором этих курсов был профессор Г. Ф. Морозов.
За десять лет (1902—1912), удельный вес низших сословий среди учащихся института увеличился почти вдвое. Крестьяне и мещане стали преобладающей частью студенчества вместо дворян и военных.
Мировая война привела к постепенному свертыванию учебной и научной деятельности института. Студенты и преподаватели соответствующих возрастов были призваны на военную службу. Для оставшихся в институте студентов были установлены жёсткие сроки окончания курса. Лица, не защитившие в срок квалификационных работ, выпускались со званием «зауряд-лесовода». Оканчивающих институт направляли на работу в соответствии с нуждами военного времени и в первую очередь на заготовку леса и обработку древесины. Тогда-то и обнаружилось, что подготовка студентов на биологической базе не соответствует предъявляемым к ним требованиям. Актуальным стал вопрос о реорганизации структуры Лесного института.
В 1916 году директором института была составлена записка об учреждении при институте лесотехнических отделений: технологического — по механической и химической обработке дерева и торфа и инженерного — по заготовке и транспорту леса и мелиорации. Был составлен проект реорганизации института в составе трёх отделений, который не был реализован из-за недостатка средств. В 1917 году был лишь увеличен штат педагогического персонала, преимущественно ассистентов. Был сделан шаг к приобщению преподавателей и студентов к активному участию в организации учебной жизни института, в частности им было предоставлено ограниченное право посещения заседаний Совета института.
За тринадцатилетний период (1902—1914) Лесной институт окончило 1033 человека (учёных лесоводов I разряда — 411, учёных лесоводов II разряда — 622).
Научной и учебной работой института руководила большая группа выдающихся ученых. Среди них профессора Г. А. Любославский и В. Н. Оболенский (физика и метеорология), М. Г. Кучеров и Е. В. Бирон (химия), Н. А. Холодковский (зоология), академик И. П. Бородин и профессор Л. А. Иванов (ботаника), профессора П. С. Коссович и К. К. Гедройц (почвоведение), И. И. Померанцев (геодезия), Г. Ф. Морозов (общее лесоводство), А. Н. Соболев и В. Д. Огиевский (частное лесоводство), М. М. Орлов (лесоустройство и лесная таксация), Д. Н. Кайгородов и Н. А. Филиппов (лесная технология), С. В. Ведров, Н. И. Фалеев и Э. Э. Керн (законоведение, лесные законы и лесоуправление), Л. В. Ходский (политическая экономия и статистика).

### Институт после 1917 года
В 1917 году после Февральской революции институт утратил статус Императорского. Были сняты ограничения на приём студентов еврейской национальности. В 1920 году был принят новый устав Петроградского лесного института, на основании которого был установлен срок обучения 3 года. В 1924 году Институт назван Ленинградским лесным институтом. Сейчас это Санкт-Петербургский государственный лесотехнический университет.

## Руководители
- 1803—1811 Ф.-К. Штейн
- 1811—1814 Х.-Ф. Стефан
- 1815—1821 П. И. Медер
- 1821—1837 Ф. Л. Брейтенбах
- 1837—1843 Н. М. Ламздорф
- 1843—1858 Е. П. Швенгельм
- 1858 В. С. Семёнов
- 1858—1860 А. А. Логинов
- 1860—1862 Пажон де Монсе
- 1862—1864 И. Г. Войнюков
- 1864—1871 Е. А. Петерсон
- 1871—1874 Н. В. Синявский
- 1874—1881 Ф. А. Постельс
- 1881 Н. И. Раевский
- 1881—1887 В. Т. Собичевский
- 1887—1889 Н. С. Шафранов
- 1899—1905 Э. Э. Керн
- 1905—1907 П. С. Коссович
- 1907-1909 М. М. Орлов
- 1909—1911 П. С. Коссович
- 1911—1916 А. П. Фан-дер-Флит

## Преподаватели
См. также: Преподаватели Лесного института

## Выпускники
См. также: Выпускники Лесного института (до 1917 года)
Лесной институт до 1917 года выпустил всего 4300 учёных-лесоводов.